# Douglas Csima
Douglas Csima, född den 28 november 1985 i Mississauga i Kanada, är en kanadensisk roddare.
Han tog OS-silver i åtta med styrman i samband med de olympiska roddtävlingarna 2012 i London.